# Daniel Brockhaus
Daniel Brockhaus (* 4. April 1975 in Hannover) ist ein deutscher Schauspieler.

## Leben
Nach dem Abitur und dem Zivildienst machte Brockhaus eine Ausbildung zum Tischler und Möbelrestaurator und nahm anschließend im Jahr 1998 ein Schauspielstudium am Franz Schubert Konservatorium in Wien auf. Nach dem Diplom im Jahr 2001 folgten Gast- und Festengagements am Theater u. a. in Hannover, Kaiserslautern, Reutlingen, Wien, St. Pölten, Detmold, Feuchtwangen und Celle. Zu seinen Rollen gehörten Shakespeares „Richard II“, Dave in "NippleJesus" oder Moritz Stiefel in „Frühlingserwachen“. Seit 2010 arbeitet Brockhaus vermehrt im Film- und Fernsehbereich, u. a. für Alarm für Cobra 11, SOKO Wismar, Kroymann oder Wilsberg. Von Anfang 2015 bis April 2017 spielte er die Hauptrolle des Dr. Thomas Brück in der Fernsehserie „Alles was zählt“. Neben seiner schauspielerischen Tätigkeit entwickelt er immer wieder Drehbücher, Stücke, Soloprogramme und Lieder. Zudem bekleidet er ein Ehrenamt als Aufsichtsrat im Theaterwerk Albstedt e.V.
Brockhaus lebt in Berlin.

## Filmografie (Auswahl)

### Film
- 2022: Gut zum Hut (Hauptrolle, Regie Oliver Haffner, DAS GUTE WERK - Bewegtbild)
- 2022: Home of Wow (Hauptrolle, Regie Patt Borriello, DIE 2 D&M Hanke Gbr.)
- 2021: Es gibt uns wirklich (Hauptrolle, Regie Andreas Scheffer, DAS GUTE WERK - Bewegtbild)
- 2020: Das Comeback (Hauptrolle, Regie Benny Brunner)
- 2019: Achtsamkeit (Hauptrolle, Regie David Südel, Syouf)
- 2019: Willkommen in der Wirklichkeit (Hauptrolle, Regie Siggi Buschau, Langspielfilm)
- 2019: Ein Abend im Dezember (Hauptrolle, Regie Matthias Kreter, Fourmat Film)
- 2018: Ab durch die Mitte (Hauptrolle, Regie Daniel Brockhaus)
- 2013: Zuhause (Hauptrolle, Regie: Friedrich Tiedke, Kurzfilm, Tiedke Filmproduktion)
- 2012: Stadt – Land – Flucht (Hauptrolle: Karl, Regie: Axel Weirowski, Kurzfilm, frische filme)
- 2012: Hasardspiele (Regie: Heiko Aufdermauer Kurzfilm)
- 2011: Fliegen (Hauptrolle, Regie: Nico Beyer, Kurzfilm, Cobblestone Filmproduktion)
- 2011: Bimbes (Hauptrolle, Regie Petra Friedrich, frische filme)
- 2009: Der Stillstand der Dinge (Hauptrolle, Sven Rech)
- 2006: Der Untergeher (Hauptrolle, Hannes Hartmann)
- 2004: Sommertag (Hauptrolle, Heiko van der Scherm, Langspielfilm)
- 2003: Die kopflose Königin (Hauptrolle, Regie André Bastian)
- 2000: Every beat of the heard (Hauptrolle, Regie Cordula Thom, Filmakademie Wien)
- 2000: New York New York (Hauptrolle, Regie Thomas Grusch, Filmakademie Wien)

### Fernsehen
- 2015–2017: Alles was zählt als Dr. Thomas Brück (RTL)[5]
- 2017: Kroymann (Regie: Felix Stienz, dtf GmbH, ARD)
- 2017: Wilsberg – Straße der Tränen (Dominic Müller, Warner Bros, ZDF)
- 2014: Der Überfall (Regie: Gordia Maugg, Halbtotal Filmproduktion, ZDF)
- 2014: SOKO Wismar – Getrennt (Rolle: Benni Funke, Regie: Oliver Dommenget, ZDF, Cinecentrum)
- 2014: Block B – Unter Arrest (Rolle: Kalle, Regie: Kai Meyer-Ricks, RTL, UFA Serial)
- 2014: Alarm für Cobra 11 – 1983 (Rolle: Schweizer jung, Regie: Nico Zavelberg, RTL, Action Concept)
- 2014: Verbrechen Berlin (Hauptrolle: David Weisz, Regie: Marcus Willer, Pilot, Sat.1, Constantin)
- 2013: Ab nach Berlin (Hauptrolle, Regie: Lukasz Drobnik, TVP, ABC (Polen) / WSiP)
- 2012: Invisibles (Hauptrolle: Secret Service Agent Matthias, Regie: Gustavo Palacion, Internetserie)
- 2010: Junge Wölfe – Die Underground Cops (Hauptrolle: Hauptkommissar Michael Richter, Regie: Günter Stampf, Pro SiebenPilot / Stampfwerk)
- 2007: Die Palmers Entführung (Hauptrolle, Regie: Alexander Binder, ORF, Enkidu Filmproduktion GmbH)

## Theater (Auswahl)
- 2019 The Spirit of Woodstock (Rolle: David Hirsch, Regie: Petra Friedrich, Daniel Brockhaus, deutschlandweite Tournee)
- 2012: Lumpazivagabundus (Rolle: Stellaris, Regie: Christoph Zauner, Schlosstheater Celle)
- 2012: Peggy Picket sieht das Gesicht Gottes (Rolle: Frank, Regie: Nico Dietrich, Schlosstheater Celle)
- 2011: Nipplejesus (Monolog, Regie: Daniel Amin Zaman, Schlosstheater Celle)
- 2010: Das Fest (Rolle: Michael, Regie: Thomas Blubacher, Schlosstheater Celle)
- 2009: Betrogen (Rolle: Robert, Regie: Ina-Kathrin Korff, Schlosstheater Celle)
- 2009: Amphitryon (Rolle: Merkur, Regie: Peter Lüder, Schlosstheater Celle)
- 2009: Auf dem Land (Rolle: Richard, Regie: Ruth Ruthkowski, Schlosstheater Celle)
- 2008: Eines langen Tages Reise in die Nacht (Rolle: Jamie, Regie: Ulrich Greiff, Schlosstheater Celle)
- 2007: Feuer an blosser Haut (Rolle: Franz Kafka, Regie: Thomas Blubacher, Schlosstheater Celle)
- 2006: Kabale und Liebe (Rolle: Wurm, Regie: Oliver Haffner, Landestheater Niederösterreich)
- 2006: Schinderhannes (Rolle: Iltis Jakob, Regie: Johannes Reitmeier, Kreuzgangspiele Feuchtwangen)
- 2005: Richard II (Rolle: Richard II, Regie: André Bastian, Theater Reutlingen Die Tonne)
- 2005: Die Verwirrung des Zöglings Törless (Regie: Thorsten Danner, Pfalztheater Kaiserslautern)
- 2005: Die Prinzessinnendramen I-III (Rollen: Schneewittchen, Prinz, Fulvio, Regie: André Bastian, Theater Reutlingen Die Tonne)
- 2004: Die Jungfrau von Orléans (Rolle: Lionel, Regie: Karl-Georg Kayser, Landesbühne Hannover)
- 2004: Die Helden von Bern (Rolle: Otmar Walter, Regie: Thomas Krauß, Pfalztheater Kaiserslautern)
- 2003: Der blaue Engel (Rolle: Lohmann, Regie: Gerhard Weber, Landesbühne Hannover)
- 2002: Frühlingserwachen (Rolle: Moritz Stiefel, Regie: André Bastian, Landesbühne Hannover)
- 2002: Elvis Presley Memorial Show (Rolle: Elvis, Regie: Gerhard Weber, Landesbühne Hannover)
- 2002: Die Ratten (Rolle: Bruno Mechelke, Regie: Lutz Gotter, Landesbühne Hannover)
- 2001: Der aufhaltsame Aufstieg des Arturo Ui (Rolle: Giuseppe Givola, Regie: Horst Ruprecht, Landesbühne Hannover)
- 2000: Das trunkene Schiff (Rolle: Verlaine, Regie: Alex Löblein, Luc Bondy, Max Reinhardt Seminar, Wien)

## Musik (Auswahl)
- seit 2018: Bleibtreu – Sicher Nicht Tour[6] (Daniel Brockhaus, Gabriela Lindl, Cello, Klavier, Gesang)
- 2016 Daniel Brockhaus feat. Axe Trax
- 2000 Zaman / Brockhaus Ltd.

## Hörspiel (Auswahl)
- 2006: Es werde glühend Licht (Hauptsprecher, Regie: Jiří Ort, Deutschlandradio Kultur)

## Autor (Auswahl)
- 2019: The Spirit of Woodstock (Theaterstück)
- 2019: Du musst Hunger haben (Drehbuch)
- 2018: Bleibtreu (Liedtexte)
- 2018: Ab durch die Mitte (Drehbuch)
- 2015: Sarah (Drehbuch)
- 2013 Stadt – Land – Flucht (Drehbuch)
- 2012: Ein echter Reiter (Drehbuch)
- 2012: Nur für Erwachsene (Drehbuch)
- 2011: Landarzt (Drehbuch)
- 2008: Daniel Brockhaus – geht baden (Soloprogramm)

## Regie (Auswahl)
- 2022: Bus Stop Stories (von Felice & Cortes Young, Outdoorshow)
- 2021: Floristik Fantastik, (Aristokraten, Outdoorshow)
- 2019: The Spirit of Woodstock, Tributeshow
- 2019: Du musst Hunger haben (Film)
- 2015: Sarah (Film)
- 2012: Ein echter Reiter (Film)
- 2012: Nur für Erwachsene (Film)
- 2006: Die Verwirrungen des Zöglings Törless (von R. Musil, Blaues Theater, Wien)
- 2005: Leben bis Männer (von T. Brummig, Theater Reutlingen Die Tonne)
- 2003: Crazy (von B. Lebert, Landesbühne Hannover)
- 2001: Sex II (von S. Berg, Theater Spielraum, Wien)

## Lehre (Auswahl)
- 2006: Franz Schubert Konservatorium, Wien (Dozentur)
- 2019–2022: Cours Florent, Berlin (Dozentur)
- seit 2021: Theaterwerk Albstedt (Dozentur und ehrenamtlicher Aufsichtsrat)